# Pisaura mirabilis
Pisaura mirabilis és una espècie d'aranyes araneomorfes de la família dels pisàurids (Pisauridae). Fou descrit per primera vegada l'any 1757 per Carl Alexander Clerck.
Té una distribució paleàrtica, i es pot trobar per tot Europa. Aquestes aranyes viuen a les illes Canàries i Madeira, la part asiàtica de Rússia, la Xina i el nord d'Àfrica.

## Comportament
El mascle d'aquesta espècie ofereix regals aliments a les possibles companyes. Alguns fingeixen la mort, mantenint aliments en la boca, i quan la femella s'acosta i tracta de prendre el menjar a distància, el mascle salta cap enrere de la femella per fer el coit. Aquest és un exemple d'un comportament inicialment desenvolupat per protegir-se dels depredadors, adaptant-lo a un nou propòsit. L'estratègia de fer el mort puja a més del doble les probabilitats d'aconseguir amb èxit la copulació, del 40% al 89%. Aquesta aranya porta l'ooteca amb els seus quelícers fins que arriba el moment de l'eclosió, i llavors la fixen a les herbes i teixeixen al seu voltant una xarxa d'alimentació, on les cries creixen fins que s'independitzen.

## Descripció
El mascle fa entre 10–13 mm, i la femella 12–15 mm. Els patrons i la coloració varien degut al polimorfisme. Aquests patrons, que poden ser causats per variacions en el pèls i els pigments, canvien amb el creixement de l'aranya (ontogènesi).

## Galeria

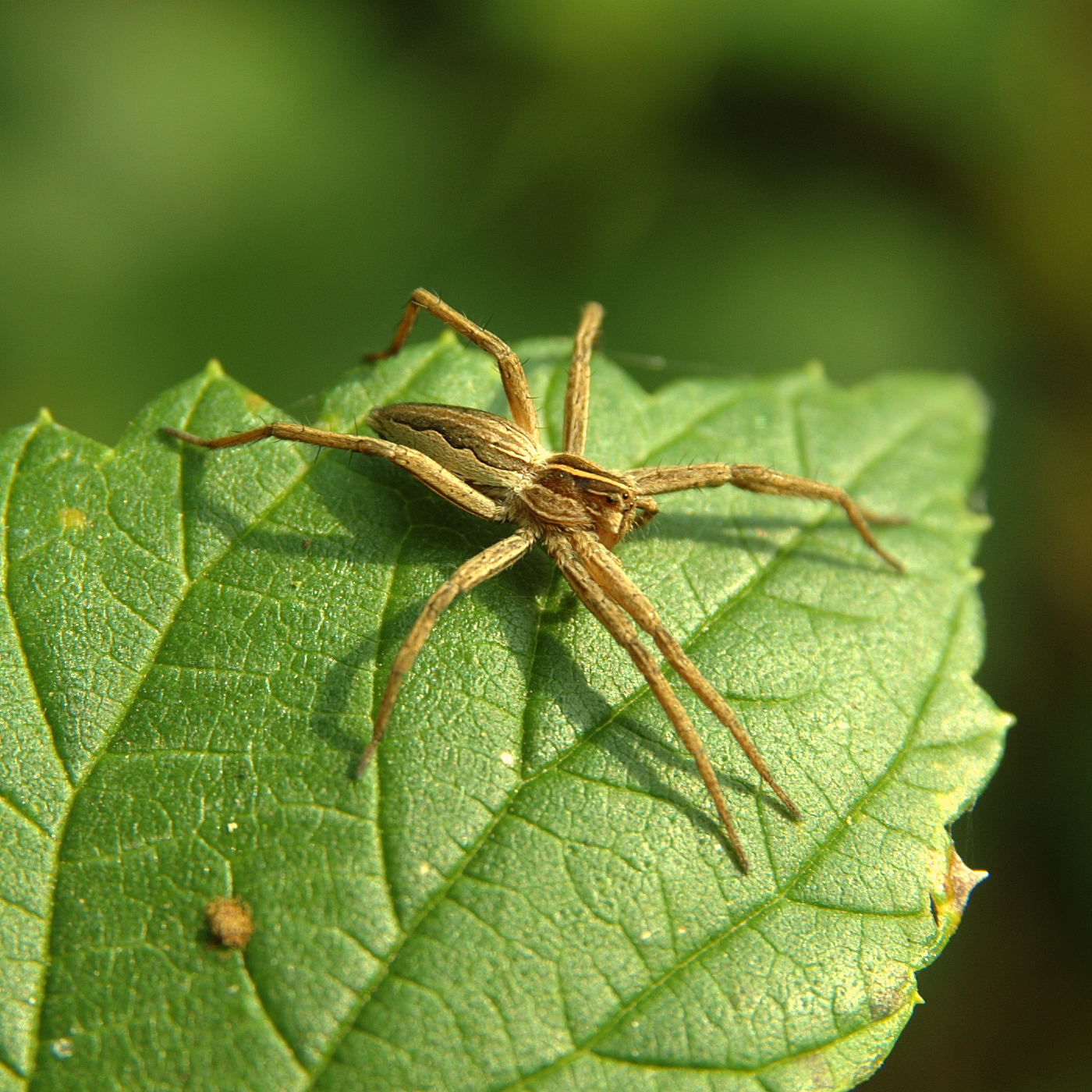
P. mirabilis
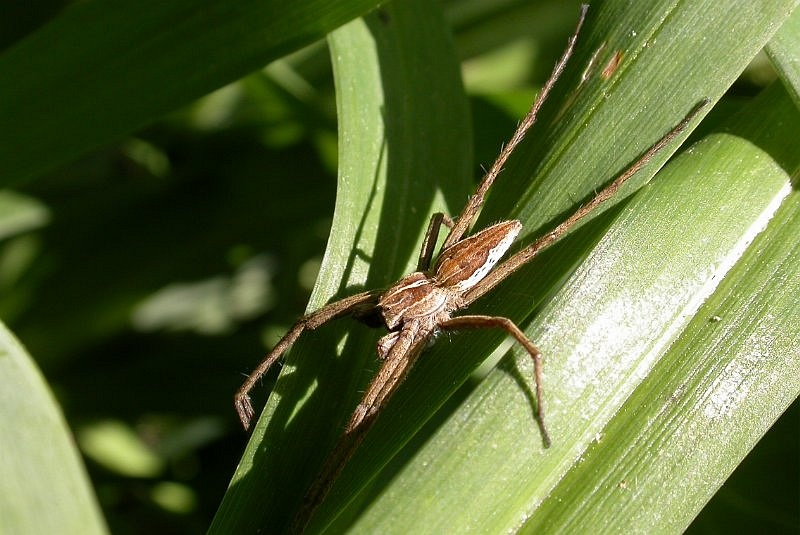
P. mirabilis
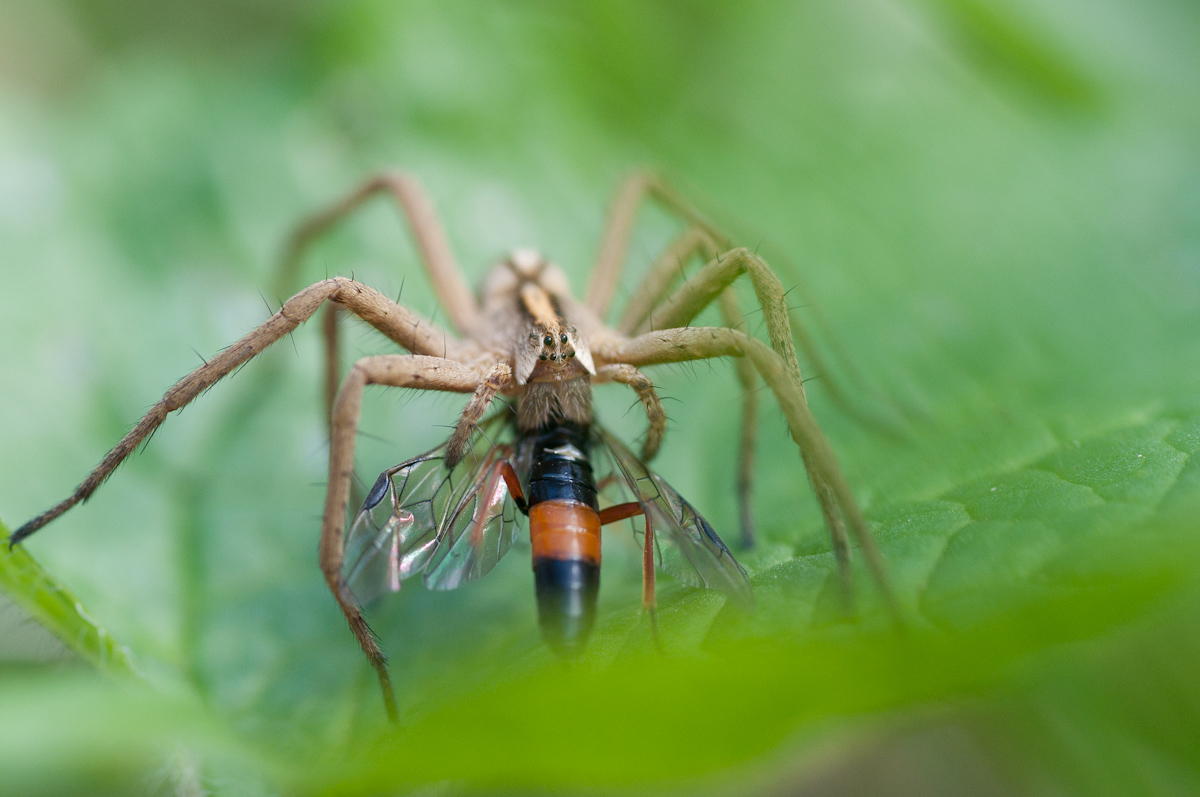
P. mirabilis caçant
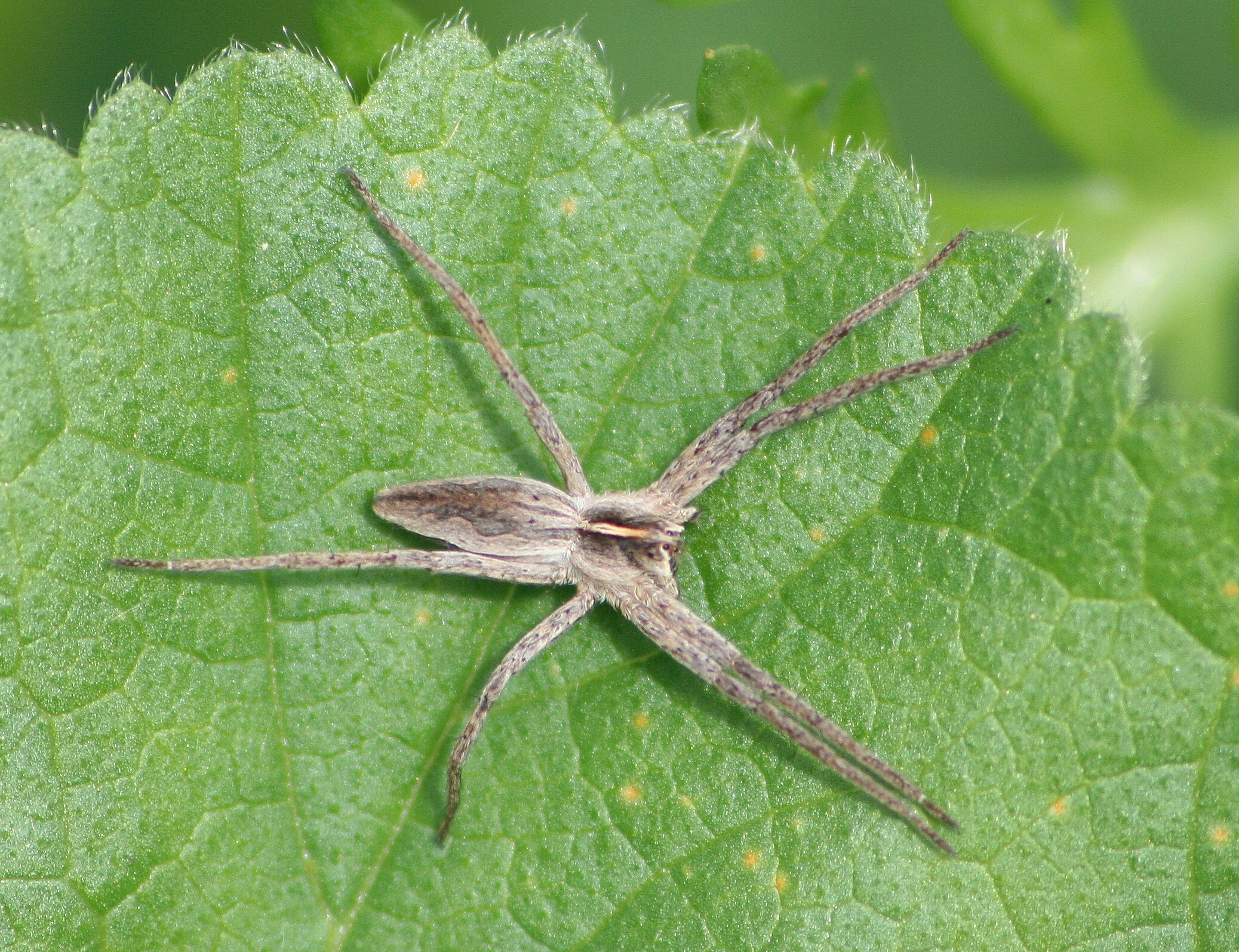
P. mirabilis
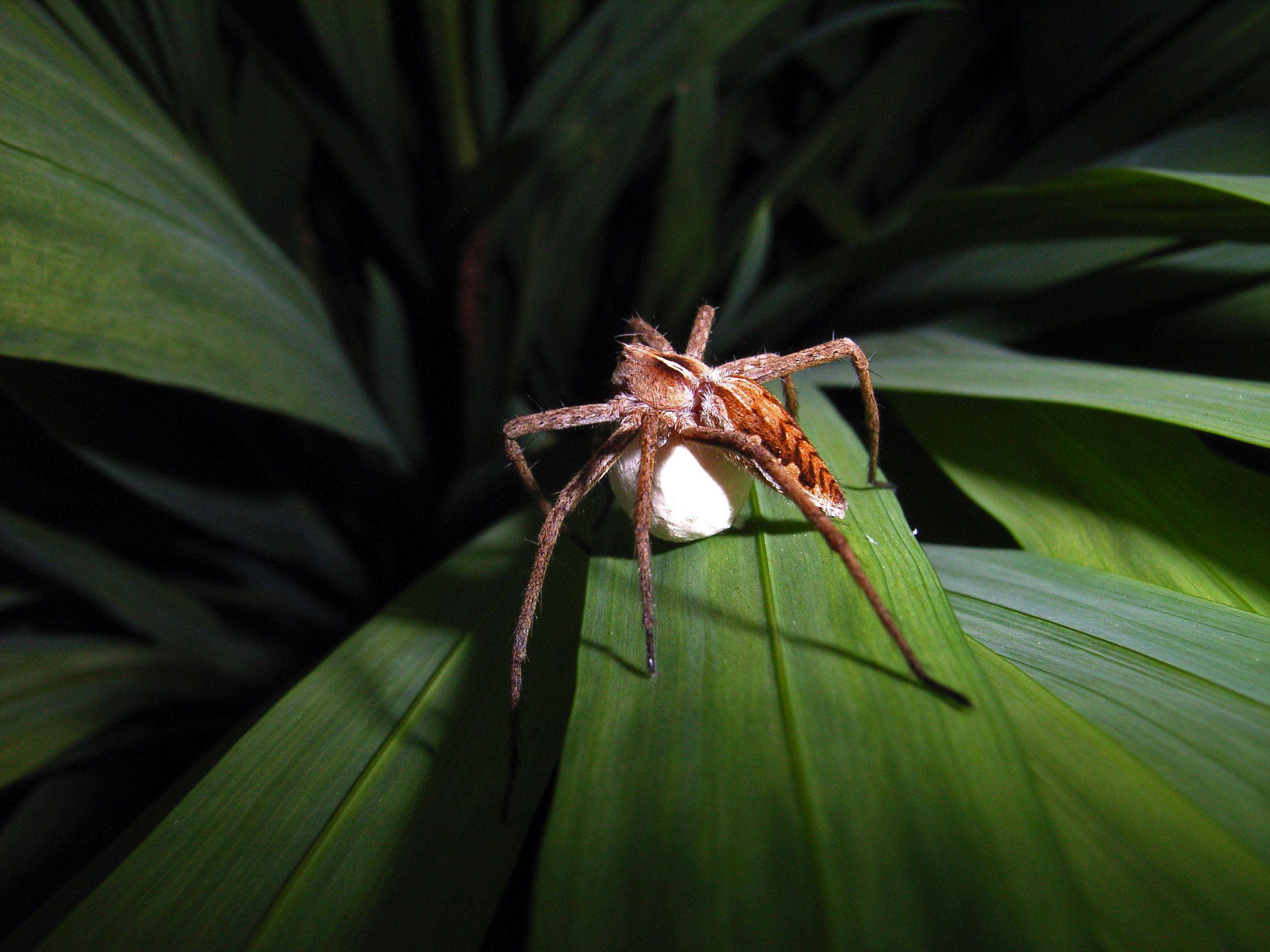
P. mirabilis amb el seu sac d'ous
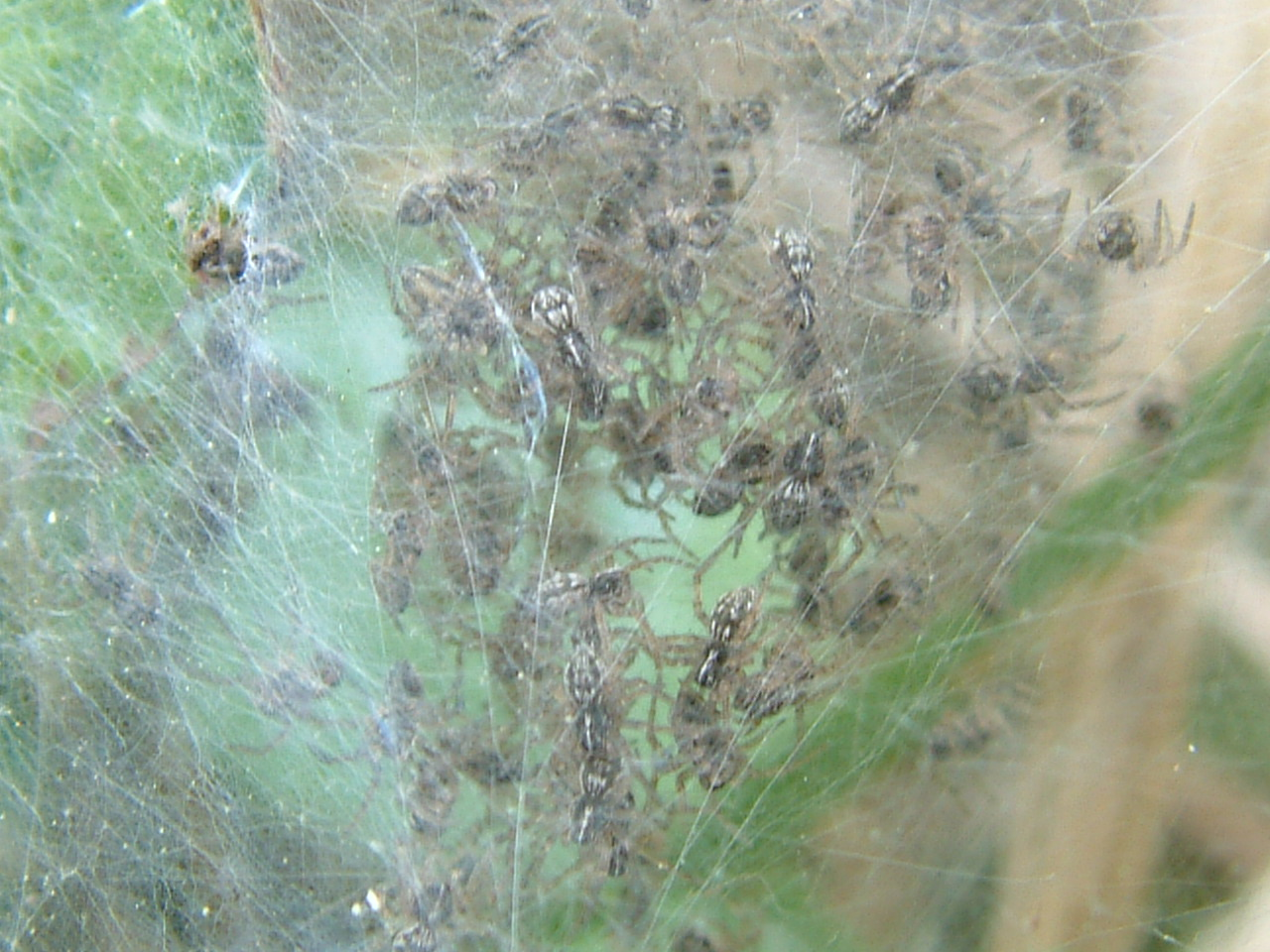
Teranyina de les cries
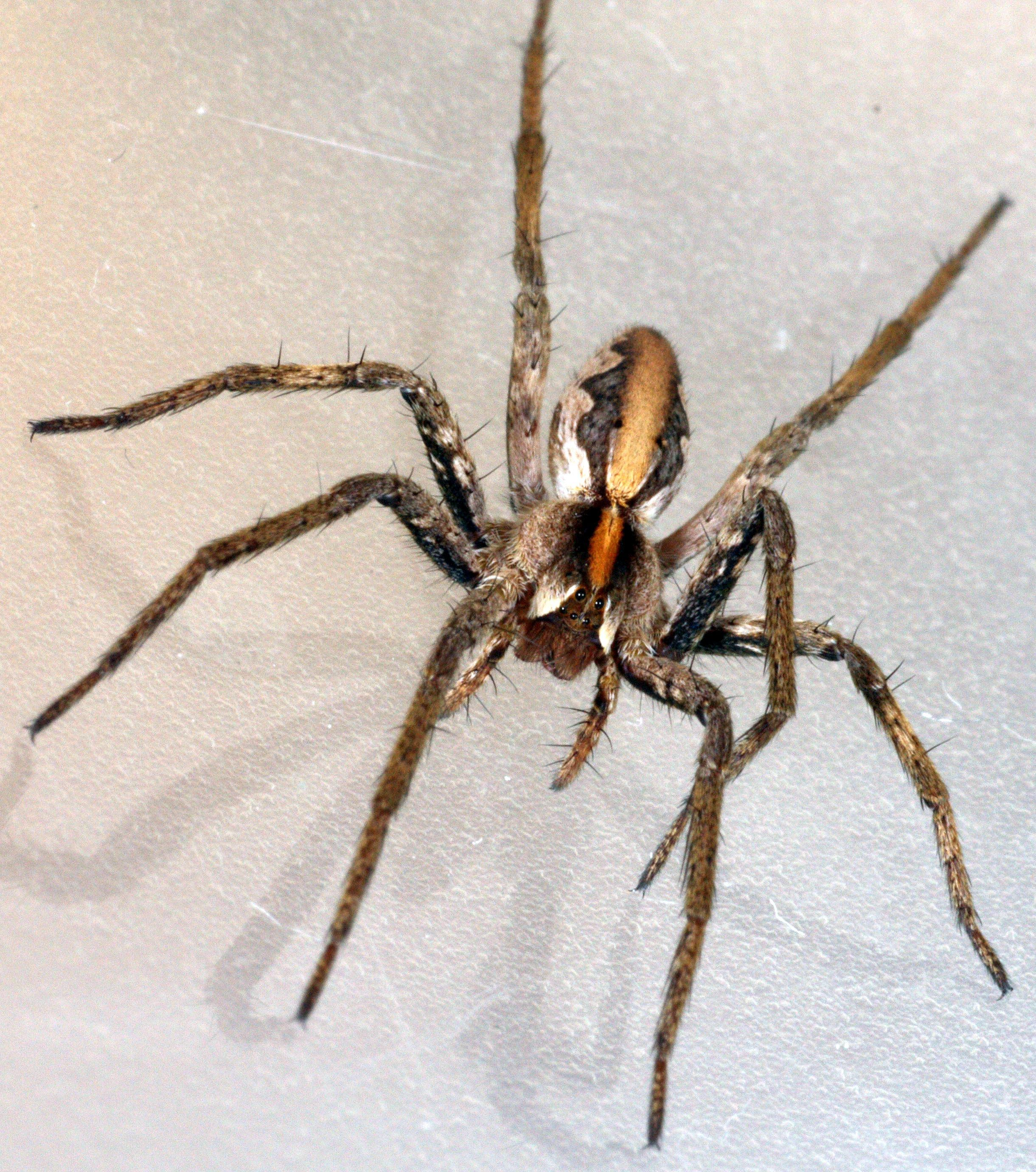
Mascle de P. mirabilis
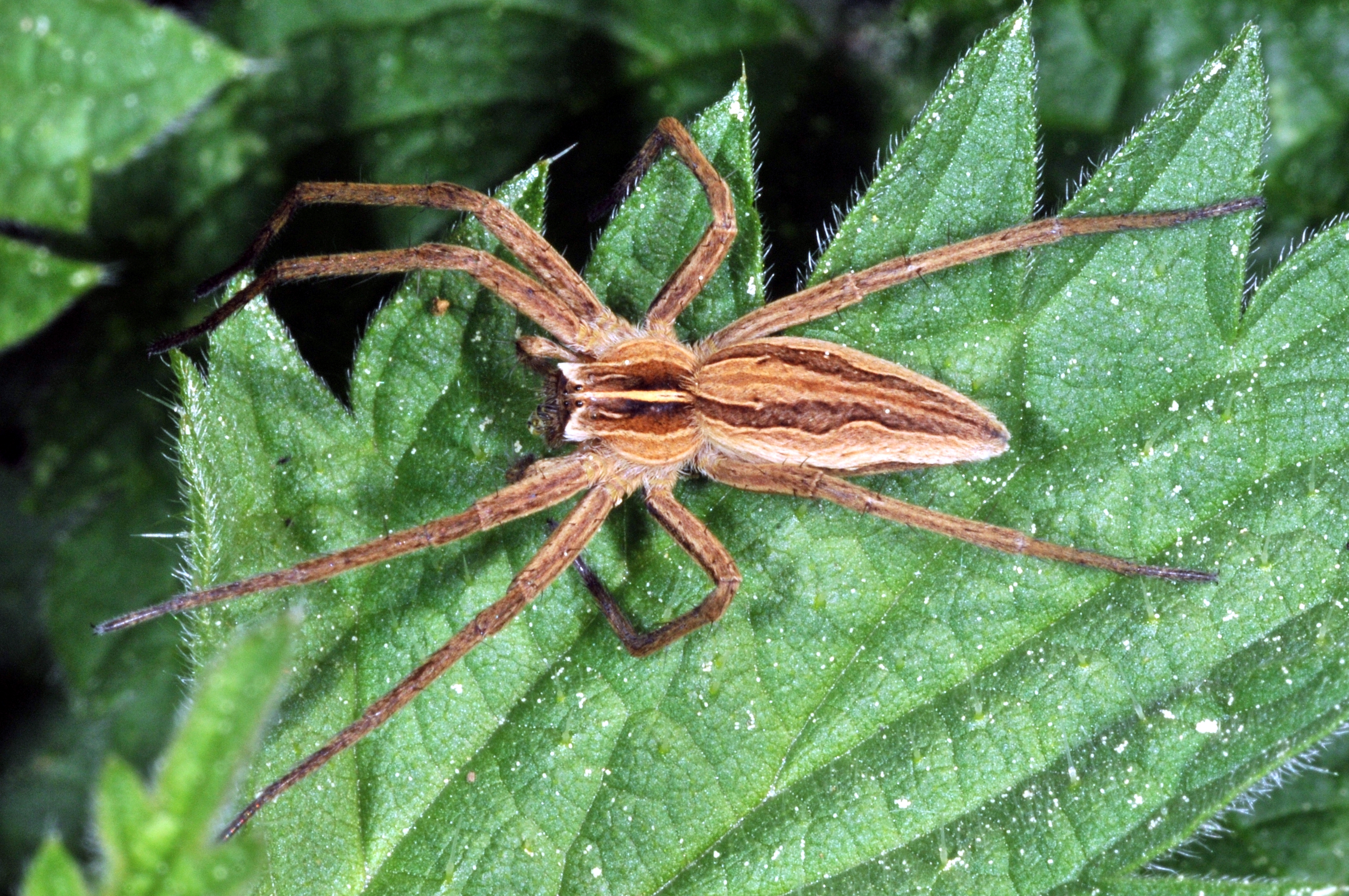
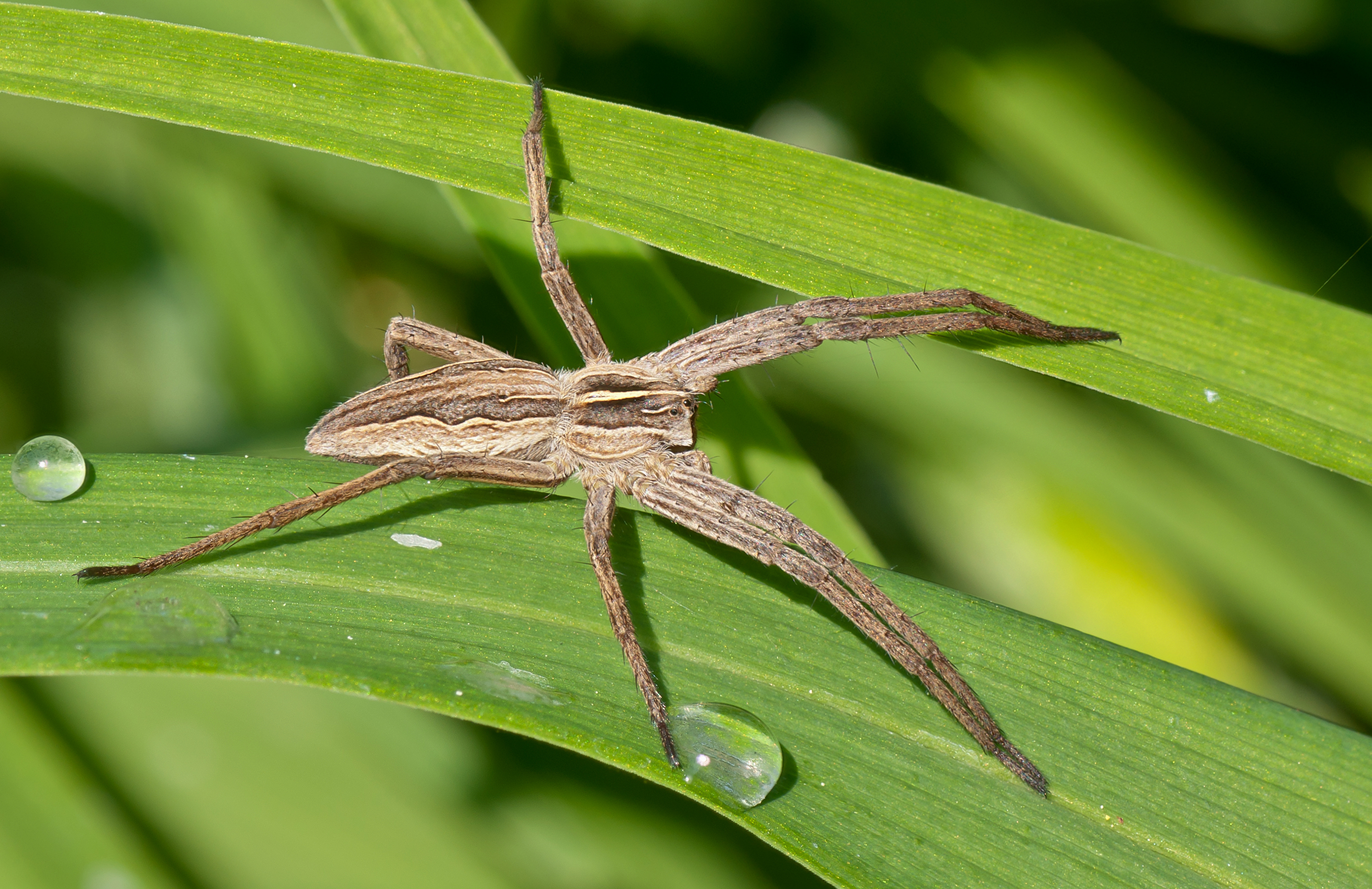